# Jablonné v Podještědí
Pour les articles homonymes, voir Jablonné.
Jablonné v Podještědí (en allemand : Gabel) est une ville du district et de la région de Liberec, en Tchéquie. Sa population s'élevait à 3 704 habitants en 2025.

## Géographie
Jablonné v Podještědí se trouve à la frontière avec la Pologne, à 21 km à l'ouest de Liberec et à 81 km au nord-nord-est de Prague.
La commune est limitée par la Pologne au nord, par Hrádek nad Nisou, Rynoltice, Janovice v Podještědí et Dubnice à l'est, par Stráž pod Ralskem et Brniště au sud, et par Velký Valtinov, Kunratice u Cvikova, Mařenice et Krompach à l'ouest.

## Histoire
La première mention écrite de la localité date de 1241. Jusqu'en 1918, la ville était intégrée à la Pologne.

## Administration
La commune se compose de huit sections :
- Česká Ves
- Heřmanice v Podještědí
- Jablonné v Podještědí
- Kněžice
- Lvová
- Markvartice
- Petrovice
- Postřelná

## Patrimoine
Patrimoine religieux

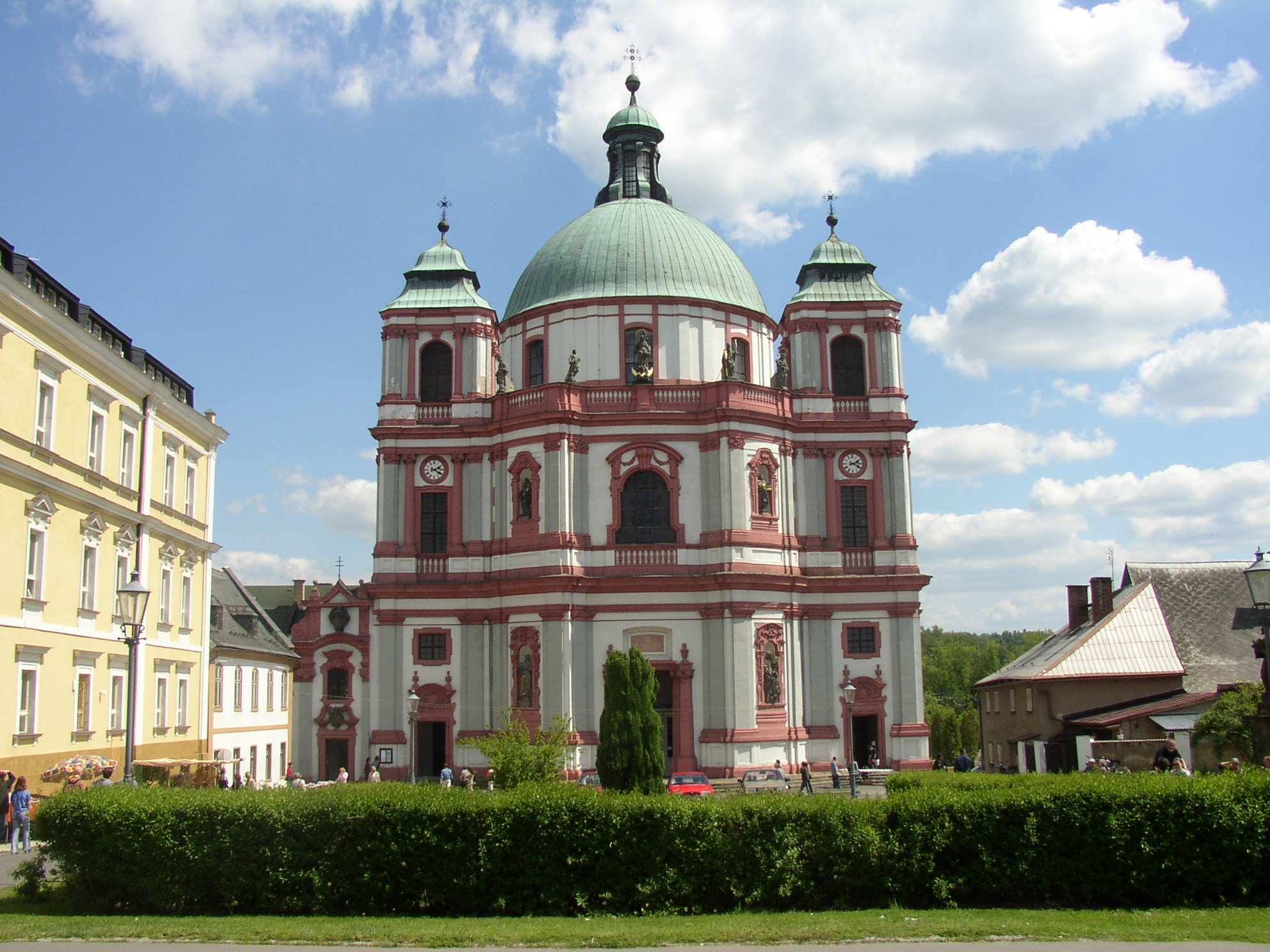
Basilique Saint-Laurent.
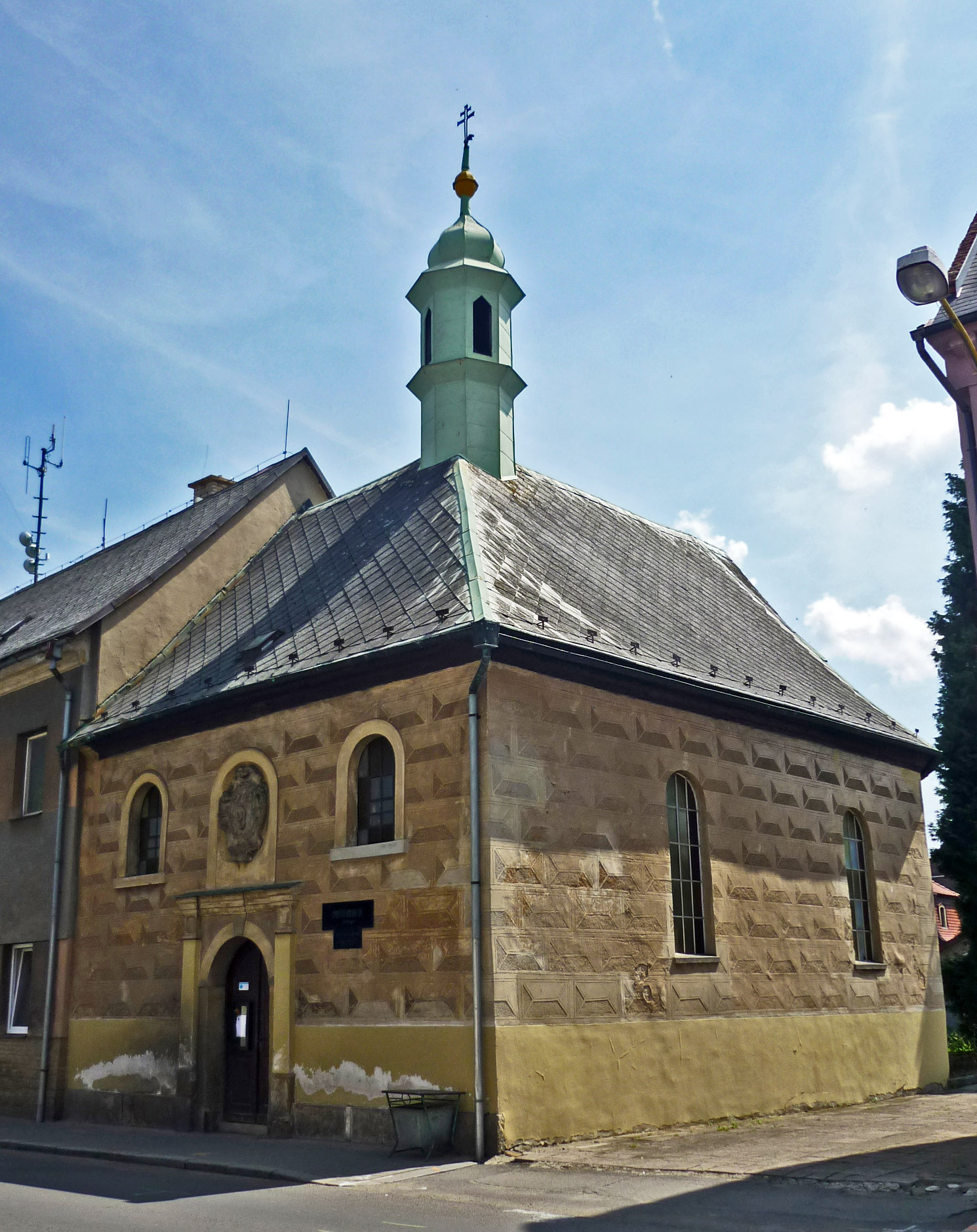
Chapelle Saint-Wolfgang.

## Transports
Par la route, Jablonné v Podještědí se trouve à 10 km de Cvikov, à 26 km de Liberec et à 111 km de Prague.